# Saint-Sulpice-la-Pointe
Saint-Sulpice är en kommun i departementet Tarn i regionen Occitanien i södra Frankrike. Kommunen ligger i kantonen Lavaur som tillhör arrondissementet Castres. År 2022 hade Saint-Sulpice 9 674 invånare.

## Befolkningsutveckling
Antalet invånare i kommunen Saint-Sulpice
| Referens: INSEE |

### Pozoruhodné miesta a pamiatky

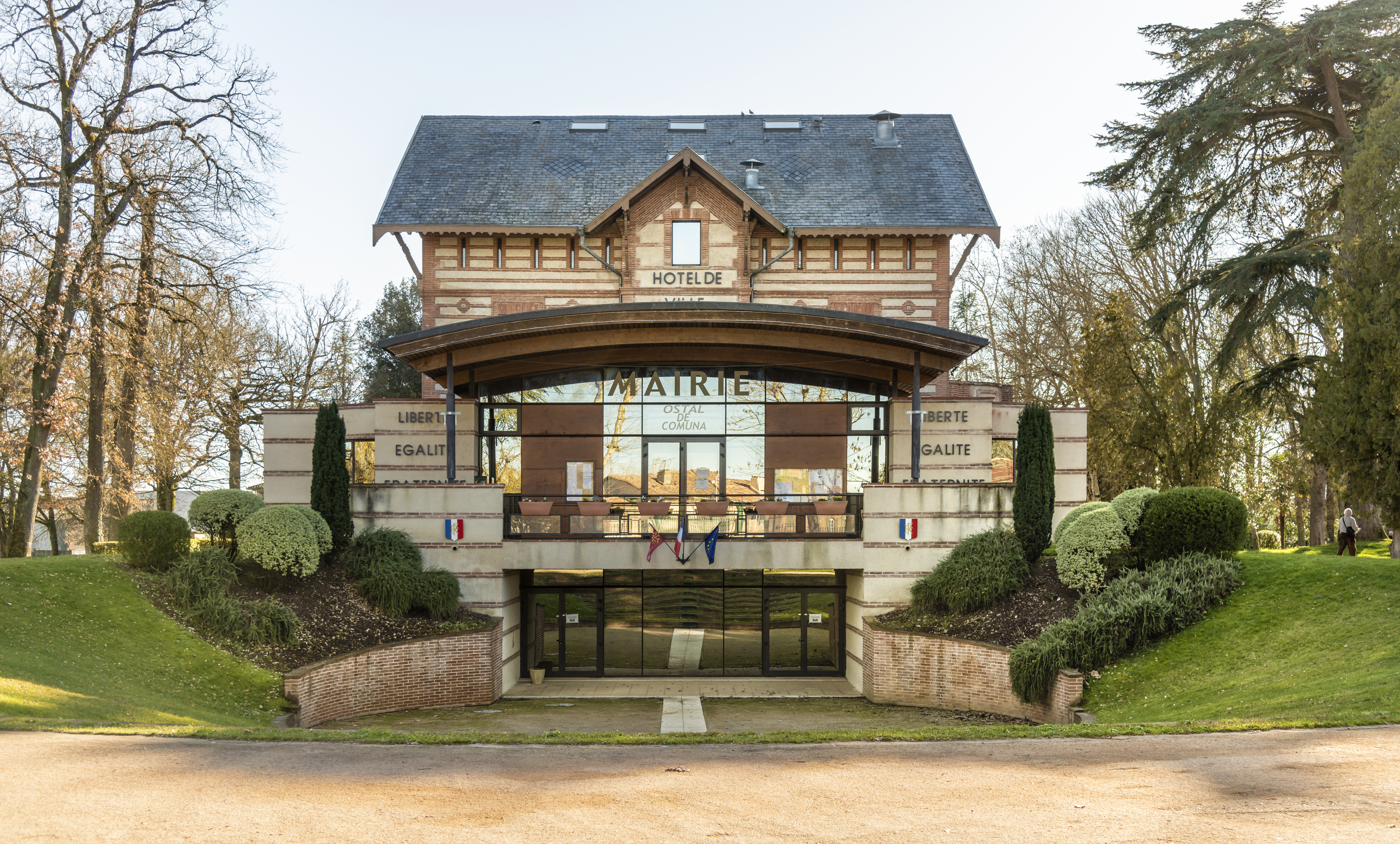
Radnica
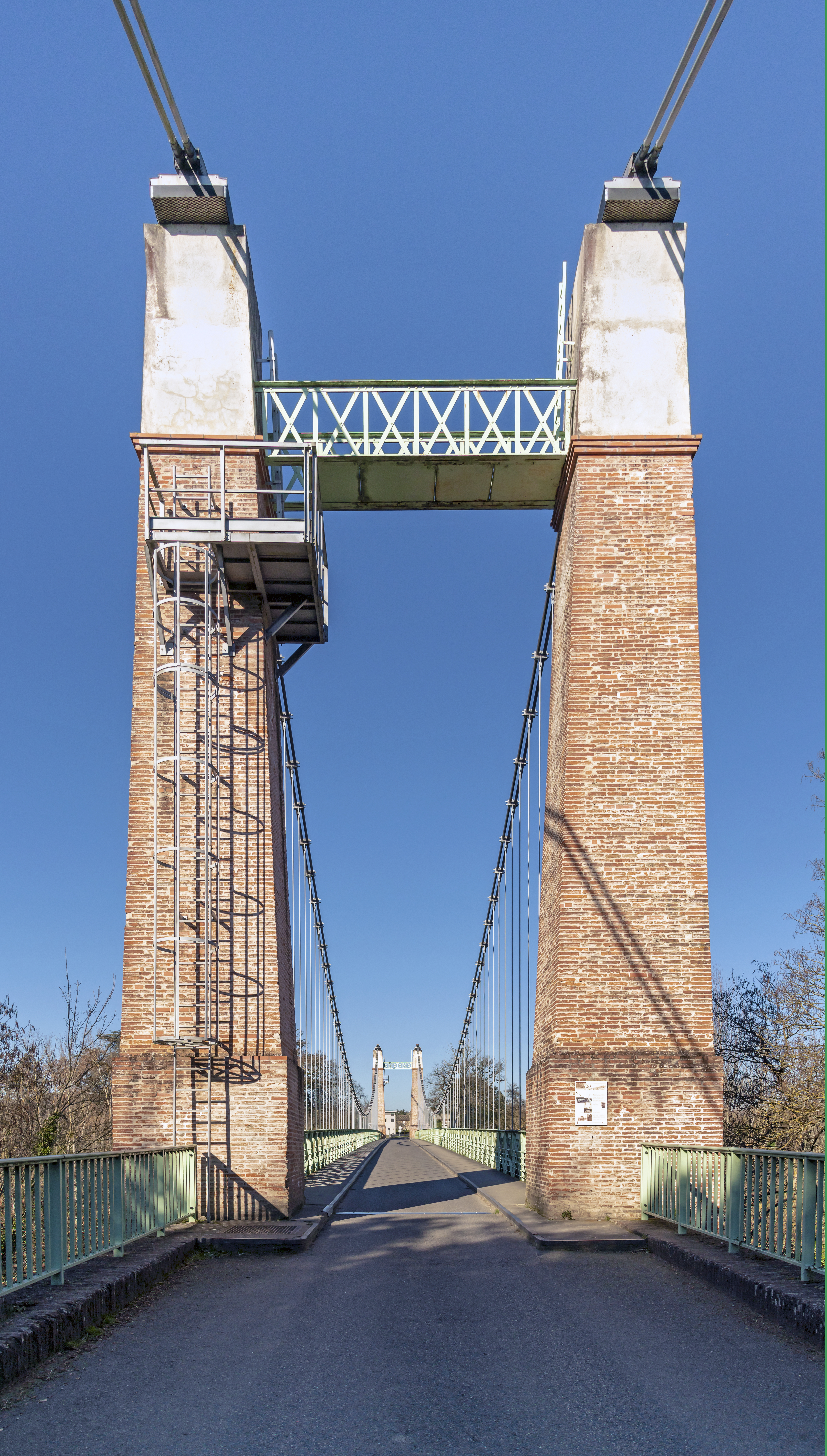
Visutý most cez Agout.
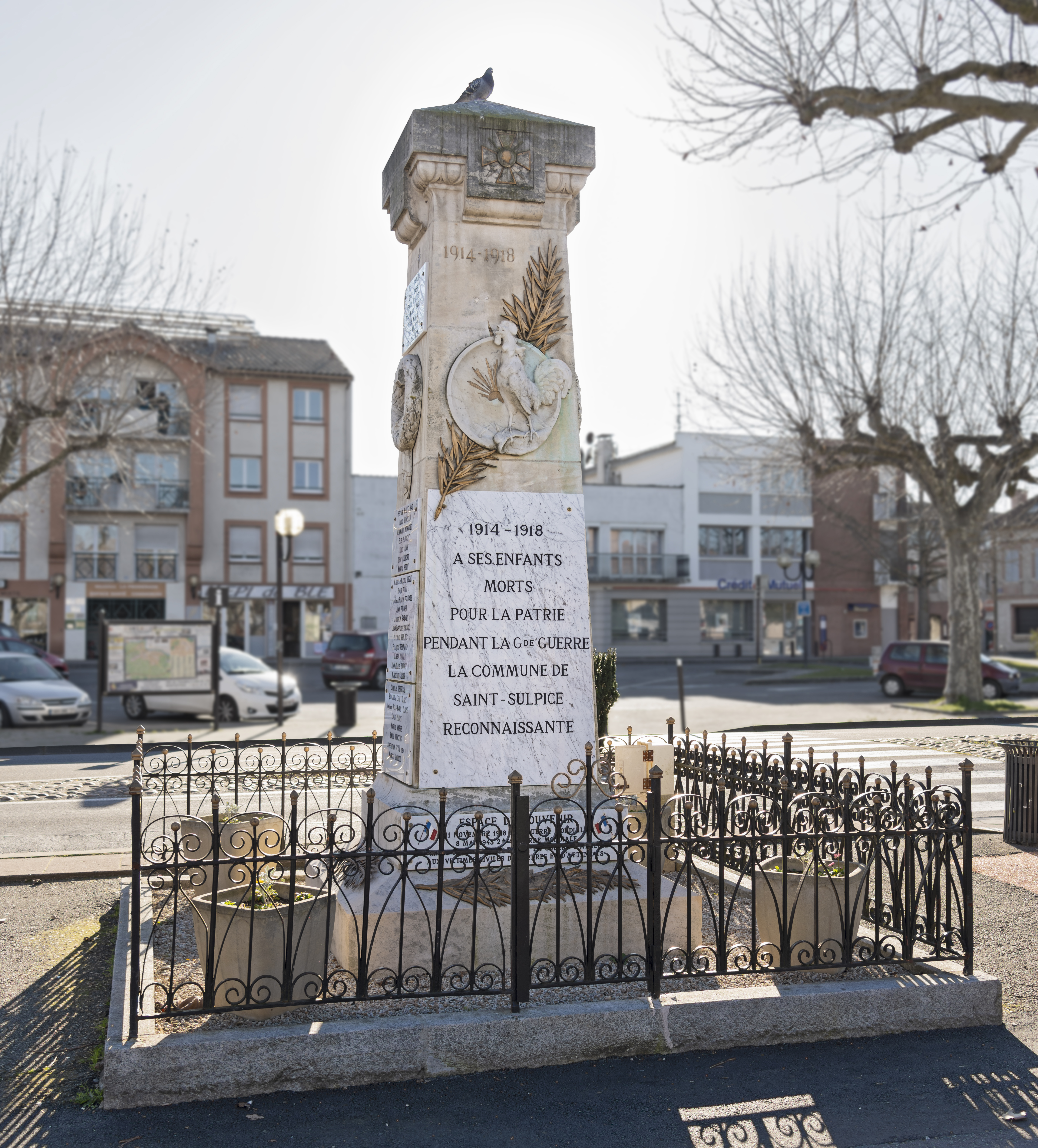
Vojnový pamätník.
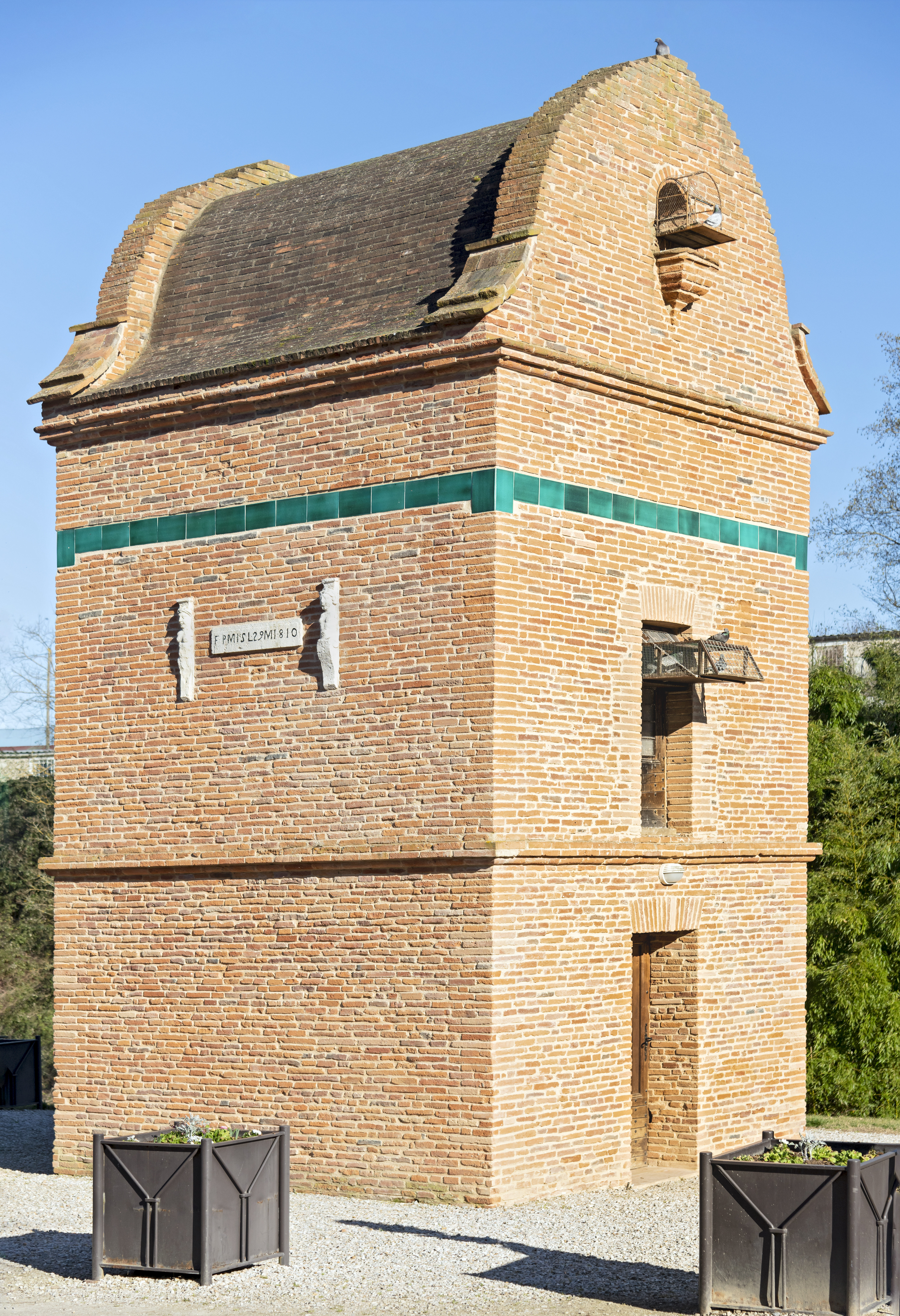
Dovecote z roku 1810
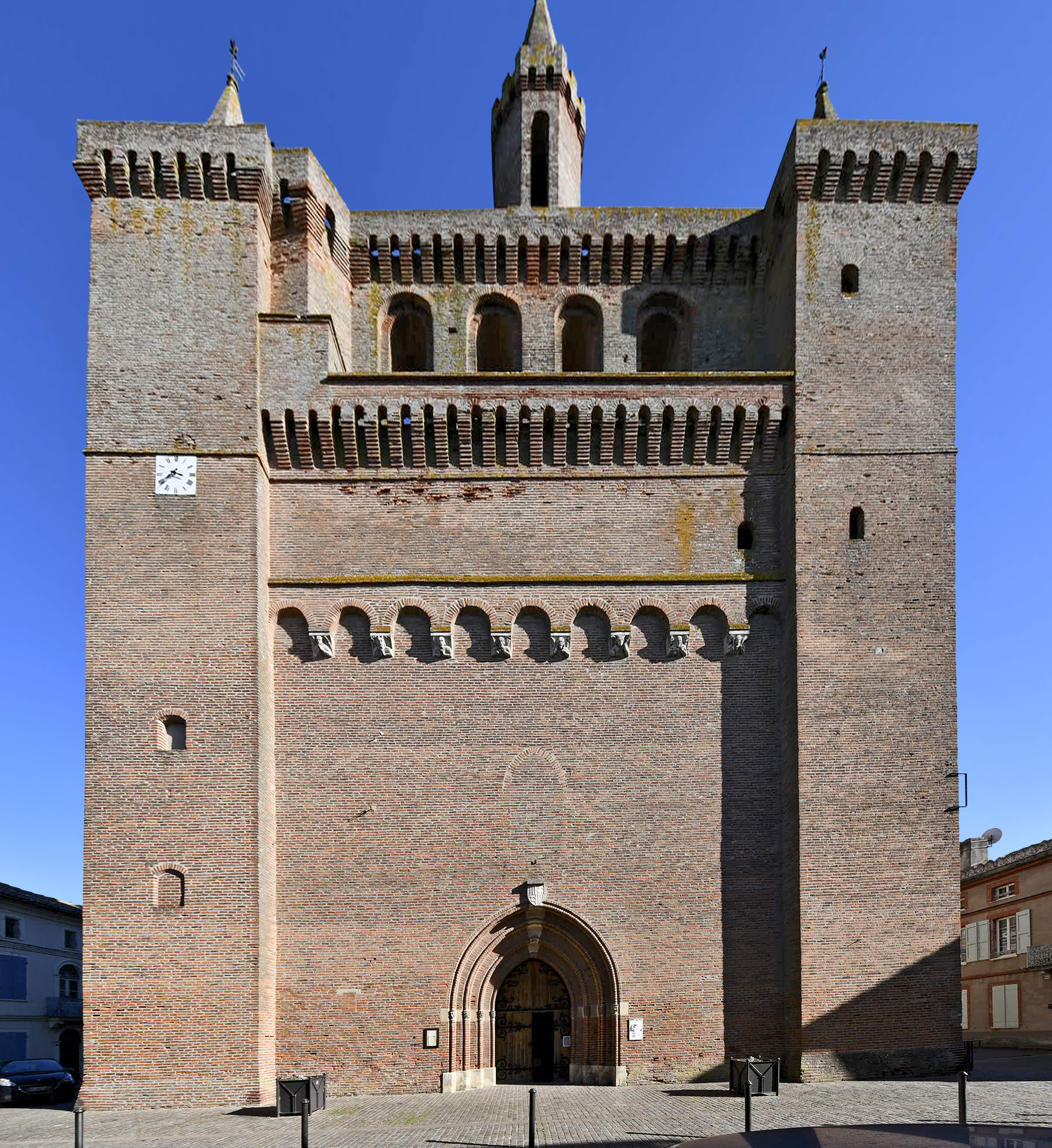
Kostol Notre-Dame
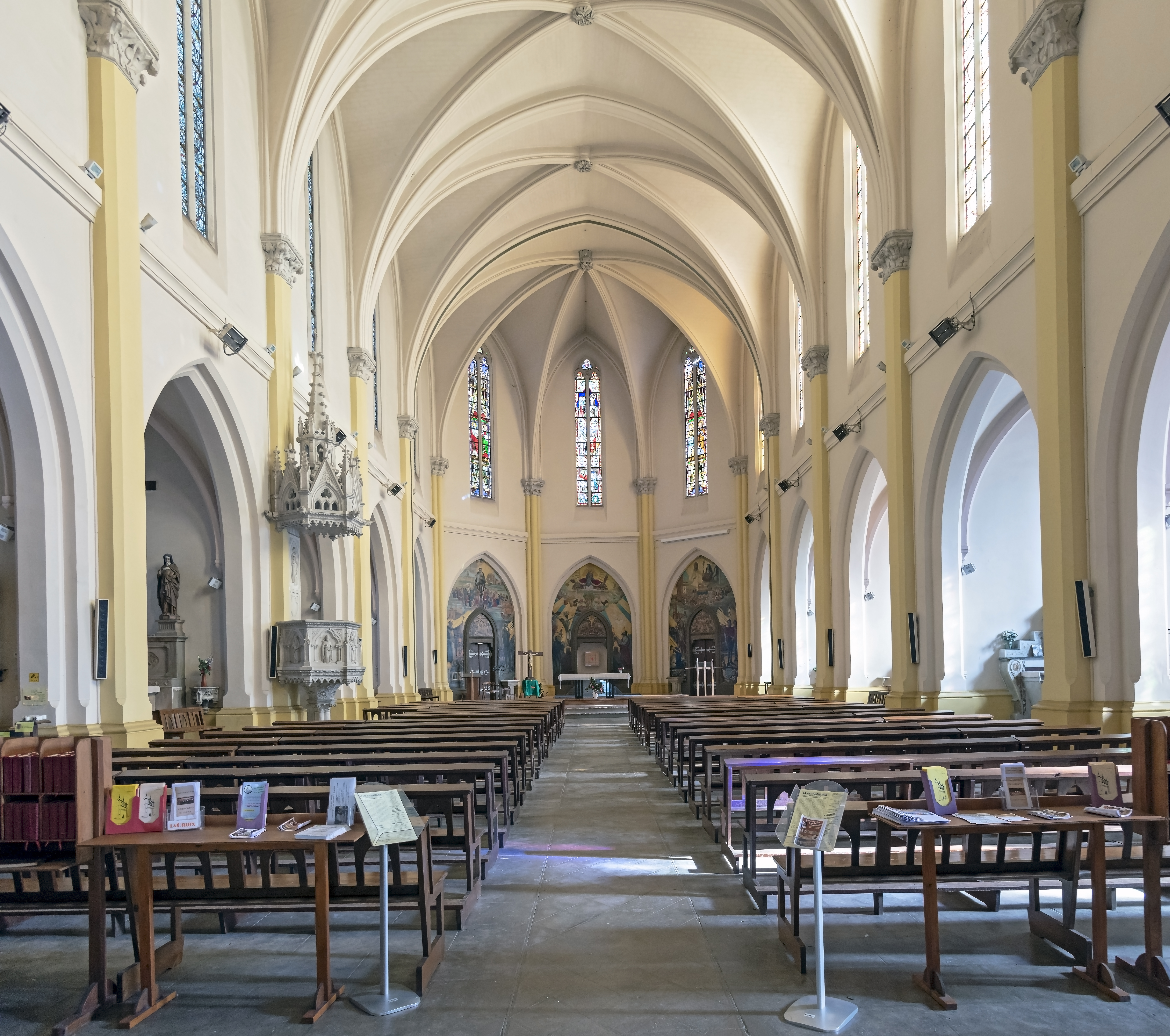
Pohľad na loď